# شارع حيفا (فلم)
شارع حيفا هو فيلم عراقي روائي من إخراج مهند حيال سيناريو هلا السلمان ومهند حيال إنتاج علي رحيم، بطولة علي ثامر ويمنى مروان عرض الفيلم لأول مرة في بوسان وحصل على جائزة أفضل فيلم في مهرجان بوسان  السينمائي الدولي، ومن بين 6 جوائز حصدها الفيلم هي جائزتي أفضل فيلم عربي وأفضل أداء تمثيلي من مهرجان القاهرة السينمائي الدولي في دورته ال41 عام 2019.

## القصة
تدور الأحداث في شارع حيفا أحد اخطر المواقع خلال الحرب الأهلية في بغداد 2006 طارق، قناص يبلغ من العمر 23 سنة، يقتل أحمد البالغ من من العمر 45 سنة أمام منزل سعاد التي جاء للزواج بها في ذلك اليوم.طارق يمنع أي شخص من من الوصول إلى جثة أحمد بما في ذلك سعاد وأولادها سلام ونادية بينما تحاول سعاد استعادة جسد حبيبها تتفجر الصراعات بين سعاد وابنها سلام من جهة وهو مسلم متدين يرفض فكرة زواج والدته مرة أخرى وبين سلام ونادية التي تمزق بين الطموحات الشخصية للتحرر من سلطة الذكور وتعاطفها مع أمها من جهة أخرى. وفي المقابل يخوض طارق صراعا كبيرا بين إصراره على عدم التفريط بجسد أحمد وبين أفراد مجموعته الذين ينقلبون بالصد منه ويبقى السؤال لماذا يرفض طارق السماح لسعاد باستعادة جثة حبيبها. 

## الطاقم التمثيل
1. علي ثامر
2. اسعد عبد المجيد
3. يمنى مروان
4. روض احمد
5. ايمان عبد الحسن
6. علي الكرخي
7. وسام عدنان
8. عباس ثامر
9. فراس كريم

## الجوائز
1. مهرجان بوسان السينمائي الدولي (BIFF)، كوريا الجنوبية [6][7][8][9]
2. جائزة مختبر في جوائز شاشة آسيا والمحيط الهادئ، أستراليا [10]
3. جائزة السوق في مهرجان تريبيكا السينمائي الدولي، الولايات المتحدة الأمريكية
4. جائزة سينسكيب في مهرجان دبي السينمائي الدولي، الإمارات العربية المتحدة
5. أفضل فيلم عربي وأفضل أداء تمثيلي في مهرجان القاهرة السينمائي الدولي،[11][12]
6. جائزة فيلم الليزر وجائزة HAKKA للتوزيع في مهرجان قرطاج السينمائي (JCC)، تونس
7. كما حصل الفيلم على منحة مشاركة في final cut في الدورة 75 لمهرجان البندقية السينمائي.[13]

## وصلات خارجية
- مقالات تستعمل روابط فنية بلا صلة مع ويكي بيانات